# Jalmenus obscurus
Jalmenus obscurus är en fjärilsart som beskrevs av Edwards 1951. Jalmenus obscurus ingår i släktet Jalmenus och familjen juvelvingar. Inga underarter finns listade i Catalogue of Life.